# خیزش لنکران
خیزش لنکران (انگلیسی: Lankaran Uprisings) (به ترکی آذربایجانی: Lənkəran üsyanı) یک مجموعه از درگیری‌ها در آغاز دوران اتحاد جماهیر شوروی در ناحیه تالش شمالی به‌ویژه شهر لنکران بود.
این خیزش شامل یک سری از چندین قیام و خیزش مسلحانه در مناطق جنوبی آذربایجان شوروی علیه رژیم تازه تاسیس شوروی بود که از ژوئیه ۱۹۲۰ میلادی آغاز شد. کوشش‌های اولیه شورش موفقیت‌آمیز بود، و ضربات خردکننده‌ای را به نیروهای محلی شوروی در منطقه وارد کرد و بسیاری از مناطق در شهرستان‌ها (رایون‌های) جنوبی از کنترل ارتش سرخ و جمهوری شوروی سوسیالیستی آذربایجان خارج شد. در پی این رخدادها شمار فراوانی از نیروهای شوروی به همراه نیروهای نیروی دریایی شوروی در سال ۱۹۲۱ میلادی از راه باکو به منطقه گسیل شدند و چریک‌های مبارز و شورشی نتوانستند با آن‌ها رویارویی کنند. در ادامه دو خیزش بزرگ دیگر تا سال ۱۹۲۲ میلادی به صورت گسترده و چشمگیر رخ داد، اما در پایان حکومت شوروی کنترل کامل منطقه را به دست گرفت.

## پیش‌زمینه
تالش شمالی در جنوبی‌ترین سرزمین آذربایجان شوروی بود و دارای اکثریت جمعیت تالش و اقلیت آذری و روس بود. پس از انقلاب اکتبر در سرزمین‌های امپراتوری روسیه و برپایی حکومت‌های شورایی، جمهوری شوروی مغان یکی از حکومت‌هایی بود که در تالش شمالی اعلام استقلال کرد. از سال ۱۹۱۸ تا ۱۹۱۹، این منطقه محل درگیری‌های میان نیروهای ارتش نوبنیاد آذربایجان شوروی با پشتیبانی اردوی اسلام قفقاز (امپراتوری عثمانی) و همراه با داوطلبان بومی تالش و اعضای جنبش سفید روسیه در برابر جمهوری شوروی مغان بود. این درگیری‌ها منجر به پیروزی آذری‌ها و تالشان داوطلب شد و آذری‌ها توانستند کنترل منطقه را از آن خود کنند. بلشویک‌ها پس از این درگیری‌ها در آوریل ۱۹۲۰ به جمهوری آذربایجان حمله کردند و جمهوری شوروی سوسیالیستی آذربایجان را تشکیل دادند. به گفته مهمان سلیمان‌اف تاریخ‌دان اهل جمهوری آذربایجان، جمعیت مسلمانان منطقه تحت تأثیر سیاست‌های سران شوروی علیه سنت‌ها و آداب و رسوم محلی شوریده بودند.

## خیزش و درگیری
این خیزش در ژوئیه ۱۹۲۰ مورد توجه فراوانی قرار گرفت و تا سپتامبر گسترده شد. این قیام عمدتاً توسط هفت دسته بزرگ انجام شد. بزرگ‌ترین گروه‌ها توسط یوسف کمال بیگ افسر سابق عثمانی هدایت می‌شد که پس از سرنگونی جمهوری دموکراتیک آذربایجان به همراه همچنین نجف‌قلی خان و شاهوران در جمهوری آذربایجان ماند. برآورد می‌شود که شمار کل شورشیان تقریباً میان شش تا ده هزار تن بوده باشد باشد. گروه یوسف کمال بیگ در جنوب عملیات انجام می‌داد، در حالی که گروه نجف‌قلی خان در شمال لنکران فعالیت می‌کرد.  گروهان یوسف کمال بیگ ابتدا شاه آغاچ، تنگه‌رود و سفیدار را به کنترل خود در آوردند. سپس گروه شبه‌نظامی ارتش شوروی مستقر در ناحیه شهرستان زووند (لریک کنونی) توسط گروهان شاهوران منهدم شد. نیروی محرک اصلی قیام ، که در اوایل سپتامبر ۱۹۲۰ در پیرامون آستارا گسترش یافت، گروه رمضان بود. گروه دیگری که مستقر در ناحیه شوواش بود، توسط قدرت ملا آقا اوغلو هدایت می‌شد. تا اواخر سال ۱۹۲۰، نیروهای شورشی در مناطق پرشماری شکست‌های سنگینی را بر نیروهای شوروی وارد کردند. در ماه دسامبر، گروه یوسف جمال بیگ آستارا را از نیروهای شوروی پاکسازی کرد و به سمت لنکران حرکت کرد.  پیشروی یوسف جمال بیگ تنها با تلاش مشترک هنگ ۲۴۵ شوروی مستقر در نزدیکی لنکران و کشتی‌های جنگی شوروی در دریای کاسپین قابل توقف بود.
برای جلوگیری از تشدید بیشتر درگیری‌ها، فرماندهی ارتش یازدهم هنگ‌های ۲۴۸ و ۲۴۹ پیاده، رزمناو رزا لوکزامبورگ، ناوشکن پروتکی، کورسک و پنج کشتی ترابری اضافی را با خدمه آن به منطقه اعزام کرد.  نیروهای اعزامی از باکو به منطقه، به دو گروه تاکتیکی تقسیم شده و برای حمله به نیروهای شورشی که کنترل مناطق میان لنکران و آستارا را به دست گرفته بودند، اعزام شدند. یک گروه در جنوب لنکران و گروه دیگر در شمال آستارا مستقر شدند. هنگ ۱ سواره نظام و سایر واحدهای نظامی در منطقه نیز بایستی این گروه‌های تاکتیکی را همراهی می‌کردند. بر اساس برنامه تاکتیکی پیشروی برای شکست شورشیان، قرار بود همه نیروهای شوروی در منطقه گروهی را که از لنکران به سمت جنوب پیش می‌رفت را سازماندهی کنند و نیروهای وارد شده از باکو که به ساحل آمده‌اند، گروهی را تشکیل می‌دادند که از آستارا به سمت شمال پیشروی کنند. علی‌رغم مزیت‌های استراتژیک، نیروهای وارد شده از باکو در ۲۳ دسامبر موفق به شکست شورشیان در ساحل نشدند. نیروهای شورشی در برابر حمله نیروهای شوروی مقابله کردند و آن‌ها را به عقب راندند. با این وجود شورشیان هیچ ابزاری برای تحمل اسلحه‌های دوربرد کشتی های شوروی نداشتند و بمباران مداوم دریایی آن‌ها را مجبور به عقب‌نشینی می‌کرد. نیروهای شوروی با استفاده فعال از توپخانه نیروی دریایی، مواضع خود را در نوار ساحلی میان لنکران و آستارا و تقویت کردند. در تاریخ ۲۵ دسامبر، نیروهای شوروی توانستند دوباره کنترل مناطق لنکران و آستارا را به دست آورند.
در اوایل ژانویه ۱۹۲۱، عملیات شورشیان در لریک تحت رهبری شاهوران آغاز شد. شاهوران با داشتن برتری تاکتیکی، شکست‌های جدی و کوبنده‌ای را به نیروهای شوروی در منطقه وارد کرد. در طی نبردی که از ۹ تا ۲۶ ژانویه به درازا انجامید، لشکر ویژه سواره نظام شوروی ۱۹۶ سرباز خود را از دست داد و ۱۵۳ تن دیگر نیز زخمی شدند. در فوریه ۱۹۲۲، شورش جدیدی از گروهان تحت رهبری نجف‌قلی خان و در اوت همان سال، در پیرامون آستارا با مشارکت چندین گروه دیگر در پیرامون لنکران آغاز شد. دسته‌هایی به رهبری نجف‌قلی خان، برادرش احمدخان، شاهوران، عطا خان و رشید خان در درگیری‌های آستارا شرکت کردند.  در پایان مقاومت آن‌ها توسط نیروهای اضافی اعزامی از باکو به ویژه توپخانه نیروی دریایی شکسته شد.